# تينا بيتي
تينا بيتي (بالإنجليزية: Tina Beattie)‏ هي أستاذة جامعية بريطانية، ولدت في 16 مارس 1955 في لوساكا في زامبيا.

## وصلات خارجية
- تينا بيتي على موقع ديسكوغز (الإنجليزية)